# Distretto di Chadiza
Il distretto di Chadiza è un distretto dello Zambia, parte della Provincia Orientale.
Il distretto comprende 22 ward:
- Ambidzi
- Chadiza
- Chamandala
- Chanjowe
- Chilenga
- Chimphanje
- Chisiya
- Kabvumo
- Kampini
- Kandabwako
- Kapachi
- Khumba
- Mangwe
- Manje
- Mbozi
- Mlawe
- Mwangazi
- Naviluri
- Nsadzu
- Tafelansoni
- Vubwi
- Zozwe